# 新トムとジェリー
新トムとジェリー（しんトムとジェリー、原語：The New Tom and Jerry Show）は1975年にハンナ・バーベラ・プロダクションとMGMテレビジョンが共同制作したアニメ。

## 作品内容
短編映画時代のネタを盛り込み、バーベルを持ち上げたトムが地面にめり込むなど特徴的なオープニングアニメで始まる。テーマ曲は『チキチキマシン猛レース』などハンナ・バーベラ・プロダクションのテレビアニメで音楽を手掛けたホイト・カーティン（Hoyt Curtin）が作曲し、ウィリアム・ハンナとジョーゼフ・バーベラによる歌詞を伴う。このテーマ曲はエンディングでもインストゥルメンタル・ヴァージョンが聴かれる。
本編はかつてメトロ・ゴールドウィン・メイヤーで制作された『トムとジェリー』と違って、ドタバタではなく仲良しという形で登場し、トムとジェリーは一切喧嘩をしない（ただし、ときどきスポーツ競技で勝負する）設定になっている。その理由は、これまでの短編映画としての作品群とは異なりテレビアニメとして制作されたため、暴力規制があったからである。作品中で「君達がネコをいためつけてるんだよ」というようなことを語ったことがある。ちなみにジェリーは蝶ネクタイを着用して登場する。
1975年9月6日から12月13日までの間ABC（アメリカ）で放送され、その後暫く繰り返し再放送された。

## 日本での放映
1970年代後半にNET（現：テレビ朝日）系にて放映。関西地区ではABC（朝日放送）にて放映されており、英語版の主題歌をそのまま使用している。放映時期によっては二ヶ国語放送であったり、モノラル（日本語のみ）放送であった。また、TBS版とは異なり、本作における配給は、MGMテレビジョンである。
主人公のトムとジェリーについては台詞が無く、サブキャラのみがしゃべる形となっている。また、TBS版と同様、途中に他のキャラクターを主人公としたアニメーション作品が挿入され、テックス・アヴェリー以外にもハーマン＝アイジングの作品も多く放映された。
新聞の番組欄には単に「トムとジェリー」、「ニュートムとジェリー」と表記されることがあった。

## 日本語吹き替え声優
- 西尾徳（ブルドッグ、博物館館長、荷物運びの相棒B）
- 山下啓介（巨人の番犬）

## 作品一覧
- 意地悪されてマス (Tricky McTrout)
- 宇宙怪人キャット (Cosmic Cat And Meteor Mouse)
- 魔法のつえ (The Sorcerer's Apprentices)
- 正義の味方 (The Supercape Caper)
- ジキャル博士とハイドー氏 (See Dr. Jackal And Hide!)
- 蚊にねらわれてあかん (The Campout Cutup)
- マンモス君のお散歩 (Mammoth Manhunt)
- 鬼代官の赤い羽根 (Robin Ho Ho)
- 海賊船長はこわいぞ (No Way, Stowaways)
- トムのサーカスの大スター (Stay Awake Or Else...)
- 消えた恐竜の骨 (No Bones About It)
- 猫は猫でもこの猫は (Beach Bully)
- 金庫を運ぶ方法 (Safe But Not Sorry)
- ボウリング必勝法 (The Super Bowler)
- お化けを化かせ (Castle Wiz)
- 空飛ぶ魔女 (The Flying Sorceress)
- かわいい子猫ちゃん (The Kitten Sitters)
- 大食い宇宙人 (Planet Pest)
- 迷獣医はおおいそがし (The Hypochondriac Lion)
- ワシの赤ちゃん (The Egg And Tom And Jerry)
- 猛烈ガードマン (Watch Out, Watch Dog)
- 婦人警官はすばらしい (The Police Kitten)
- だましあい (The Outfoxed Fox)
- はるかなり南の国 (The Lost Duckling)
- トムとジェリーと豆の木 (Beanstalk Buddies)
- モグラの庭師 (Son Of Gopher Broke)
- シンデレラ物語 (Chickenrella)
- お守りはコリゴリ (Jerry's Nephew)
- リスのおうち (Triple Trouble)
- 夢のハワイへ (Cruise Kitty)
- 太りすぎたアリ (It's No Picnic)
- 世紀の大レース (The Great Motorboat Race)
- テニスチャンピオン (The Tennis Menace)
- 幻の鳥 (Hold That Pose)
- 犬の惑星 (Planet Of The Dogs)
- 世紀のデスマッチ (The Wacky World Of Sports)
- スキーは楽しいな (The Ski Bunny)
- 謎の金鉱 (An Ill Wind)
- モグラ騒動 (Gopher Broke)
- 強い熊の赤ちゃん (Grim And Bear It)
- 白蟻軍団大作戦 (Termites Plus Two)
- 大空の闘い (Give 'Em The Air)
- 世紀の対決 (The Super Cyclists)
- お散歩相手 (Towering Fiasco)
- スタントマンは命がけ (Two Stars Are Born)
- いたずらカラス (Double Trouble Crow)
- トムの闘牛士 (The Bull Fighters)
- なぞの巨人 (Big Feet)

## 挿入されたアニメ作品
- 弱虫番犬（Two Little Pups、1936年4月4日）監督 ルドルフ・アイジング
- ロバと狼（Little Gravel Voice、1942年5月16日）監督 ルドルフ・アイジング
- ウィーンの森の物語（Tale of The Vienna Woods、1934年10月27日）監督 ヒュー・ハーマン
- 草と木のおどり（Dance of The Weed、1941年6月7日）監督 ルドルフ・アイジング
- 動物達の音楽会（The Mad Maestro、1939年12月30日）監督 ヒュー・ハーマン
- 狼と仔牛の坊や（Home on The Range、1940年3月23日）監督 ルドルフ・アイジング
- 美しく蒼きドナウ（The Blue Danube、1939年10月28日）監督 ヒュー・ハーマン
- ピョン助くんの一人旅（The Homeless Frea、1940年10月12日）監督 ルドルフ・アイジング
- ひよこの散歩（One mother's Family、1939年9月30日）監督 ルドルフ・アイジング
- ワン吉のおまわりさん（Officer Pooch、1941年9月6日）監督 ウィリアム・ハンナ、ジョセフ・バーベラ
- 七面鳥のハーモニカバンド（Tom Turkey and His Harmonica Humdingers、1940年6月8日）監督 ヒュー・ハーマン
- ロバ先生のしくじり（The Tree Surgeon、1944年6月3日）監督 ジョージ・ゴードン
- ロバ君のゴミ整理（Innertube Antics、1944年1月22日）監督 ジョージ・ゴードン
- 小人の花作り（To Spring、1936年6月20日）監督 ヒュー・ハーマン
- ちびっこチャンピオン（The Little Bantamweight、1938年3月12日）監督 ルドルフ・アイジング
- チビ犬セザリオ（Little　Caesario、1940年8月30日）監督 ルドルフ・アイジング
- 神父様とツバメ（The First Swallow、1942年3月14日）監督 ルドルフ・アイジング
- ずるがしこい七面鳥（Jerky Turkey、1945年4月7日）監督 テックス・アヴェリー
- いじわるニワトリ（The Hick Chick、1946年6月15日）監督 テックス・アヴェリー
- ワン公はぼくらの仲間（The Hound and Rabbit、1937年5月29日）監督 ヒュー・ハーマン
- コウノトリしっかり（The Stork's Holiday、1943年10月29日）監督 ジョージ・ゴードン
- レスリングの始まり（Abdul The Bulbul Ammer、1941年2月22日）監督 ヒュー・ハーマン
- ある殺人（Who Killed Who?、1943年6月5日）監督 テックス・アヴェリー
- 太りっこ競争（King-Size Canary、1947年12月6日）監督 テックス・アヴェリー